# Casa de Pascoaes
A Casa de Pascoaes, ou Quinta e Casa de Pascoaes, é uma casa-museu dedicada ao poeta saudosista Teixeira de Pascoaes localizada em S. João de Gatão, a curta distância do centro de Amarante.
Está classificada como Imóvel de Interesse Público desde 1977.
Nesta casa viveu e escreveu grande parte da sua obra, inspirado na sua envolvente, o poeta Teixeira de Pascoaes e aqui se recolheram, entre muitos outros intelectuais, Miguel de Unamuno, Raul Brandão e António Carneiro, que com o poeta quiseram ter, de perto, uma outra visão do futuro.
Mais tarde, o sobrinho e herdeiro, o pintor João Vasconcelos, trouxe à casa figuras únicas como Almada Negreiros, Cruzeiro Seixas e Mario Cesariny, entre muitos outros, cujas obras fazem parte do espólio da casa.
É que, aqui, em Pascoaes, o gesto de ficar é tão calmo, que apetece não voltar a partir.
Descer o caminho que lá nos leva, ladeado de sobreiros e granito é entrar num outro mundo.
Um terreiro, apetecível pela sombra e pelo silêncio, é a primeira impressão que nos assalta. Ao fundo uma escadaria transporta-nos ao interior da casa, labiríntico e profundo e a uma varanda aberta sobre os jardins, as fontes, o Tâmega e o Marão.
A tradicional exploração vinícula que rodeia a casa, faz também parte de um dos seus pontos de referência. O vinho verde da Casa de Pascoaes é notoriamente reconhecido pela sua qualidade.